# Deutsche Gemeinschaft (Österreich)
Die Deutsche Gemeinschaft (DG) war die Tarnung für einen Geheimbund in Österreich.

## Organisation
Die antisozialistische und antisemitische Deutsche Gemeinschaft (Österreich) wurde 1919 von Vertretern katholischer und deutschnationaler Studentenverbindungen in Wien gegründet. Sie hatte insgesamt rund 100 prominente Mitglieder, darunter Universitätsprofessoren, Offiziere, Wirtschaftsexperten usw. Prominente Mitglieder waren u. a. 
- Leopold Arzt
- Carl von Bardolff
- Emmerich Czermak
- Wilhelm Czermak
- Franz Dinghofer
- Engelbert Dollfuß
- Alfons Dopsch
- Robert Hohlbaum
- Alois Hudal
- Hermann Junker
- Rudolf Much
- Oswald Menghin
- Hermann Neubacher
- Friedrich Gustav Piffl
- Walter Riehl
- Arthur Seyß-Inquart
- Othmar Spann
- Gustav Steinbauer
- Karl Wache

1919–1930 wurde der Geheimbund „Die Burg“ als Verein „Deutsche Gemeinschaft“ getarnt, dessen angeblicher Zweck „die Hebung der wirtschaftlichen Kraft Deutschösterreichs“ war. Tatsächliches Ziel war es aber, akademische und staatliche Schlüsselpositionen in Österreich mit Mitgliedern oder Sympathisanten der Gesellschaft zu besetzen. Dies ging einher mit der Bekämpfung des sogenannten „Ungeradentums“, zu dem Liberale, Sozialisten, Marxisten, Bolschewisten, Juden, Freimaurer sowie die Sympathisanten all dieser gerechnet wurden. Die Struktur und die Aufnahmerituale der Gesellschaft waren trotz der Feindschaft mit den Freimaurern stark an ihnen orientiert.
1930 wurde die Gemeinschaft aufgelöst. Seit ihrer Gründung war die DG personell wie strukturell eng mit dem Deutschen Klub verbunden. Dieser wurde 1908 in Wien gegründet und bestand bis 1939. 1938 begrüßte der Deutsche Klub den Anschluss und teilte mit, dass allein fünf Mitglieder des Deutschen Klubs der Regierung Seyß-Inquart angehörten: neben Seyß-Inquart selbst Hans Fischböck, Franz Hueber, Hugo Jury und Oswald Menghin. Neben  dem Deutschen Klub waren auch die Akademische Sektion und die konspirative Professorenclique „Bärenhöhle“ der Universität Wien  stark mit der Deutschen Gemeinschaft vernetzt.